# Johan Vinde
Johan Vinde Larsen (født 7. marts 1961) er en dansk skuespiller og tegnefilmsdubber.
Vinde blev uddannet fra Skuespillerskolen ved Århus Teater i 1989 og debuterede i stykket "Sort/Hvid" i 1984.
Han har i sin skuespiller-karriere primært lagt stemme til flere forskellige tegnefilmsfigurer; mest for Disney hvor han blandt andet har lagt stemme til Buzz Lightyear (i tv-serien fra Disney Sjov) og på nuværende tidspunkt lægger han stemme til Fedtmule. Han har også lagt stemme til Spiderman/Peter Parker i Spider-Man: The Animated Series, Jan i Scooby Doo og Samurai Jack i serien af samme navn. Han lagde i øvrigt stemme til Linus' far Marvin i DR's TV-julekalender i 2007, Jul i Svinget.
Johan Vinde har også været speaker på f.eks. flere dokumentarprogrammer og reklamer.